# Zaton (Nin)
Pour les articles homonymes, voir Zaton.
Zaton est un village de la municipalité de Nin (Comitat de Zadar) en Croatie. Au recensement de 2011, la ville comptait 580 habitants.